# Mrzilačka skupina
Mrzilačka skupina (eng. hate group) organizirana je skupina ili pokret ljudi koji iskazuju ili pozivaju na mržnju ili nasilje protiv određene rasne, etničke, političke, vjerske, spolne, seksualno orijentirane ili bilo koje druge društvene skupine. Mrzilačka skupina obično podržava agitaciju protiv druge skupine ili pojedinih osoba. Nasilje nad objektom mržnje obično prolazi kroz određene stadije razvoja gdje verbalno nasilje se pretvara u fizičko nasilje u kojem je krajnji cilj uništavanje objekta mržnje. 

## Utjecaj interneta na daljnji razvoj mrzilačkih skupina
Mrzilačke skupine su obično pojedinačno vrbovali nove članove i širile svoju propagandu preko letaka i pamfleta. Za razliku na tradicionalnih metoda, internet omogućava vrbovanje i regrutiranje preko cijelog svijeta a članovi mogu međusobno razgovarati u stvarnom vremenu bez obzira gdje se nalazili. Internet je u stvari postao katalizator za mnoge mrzilačke i ekstremističke grupe, jer kroz ovaj medij imaju takoreći neiscrpan izvor za nove članove, osobito mlađe osobe. The Internet has been a boon for hate groups in terms of promotion, recruitment and expanding their base to include younger audiences. Mrzilačke skupine na internetu ne moraju biti dio neke tradicionalne frakcije kao na primjer Ku Klux Klan.
Eaton kaže kako Internet omogućuje vrlo laganu diseminaciju materijala mržnje: "S Internetom, se ovakve poruke šire i prenose poput zaraze: jedan jedini video snimak, koji postavi neka mrzilačka skupina ili teroristička organizacija, reciklira se za kratko vrijeme na stotinama drugih websajtova."
Rabin Abraham Cooper, dekan Centra Wiesenthal, kaže kako al-Awakijeva izjava potiče i druge da ubiju: "Dobivate opravdanje za mržnju. Gotovo poput navijanja za mržnju koju je osjećao taj čovjek u Teksasu … kao da mu govorite: samo idi, znaš što treba činiti", dodaje rabin Cooper, koji kaže kako radikali koriste Internet za promicanje klime mržnje, računajući na druge da djeluju u skladu s tim.
Pojavom Facebooka i drugih internetskih društvenih mreža, mrzilačke skupine dobile su izvrsnu platformu gdje mogu s lakoćom stvoriti internetske stranice i s lakoćom regurutirati članove te širiti svoju propagandu. Bilo tko može otvoriti i stvoriti na primjer svoju Facebook skupinu i pozvati one koje prate tu grupu da napišu svoje komentare, mogu lako postaviti slike,video zapise, i aktivno sudjeluju u debati na stranicama grupe čiji su član. Kako bi postali član neke skupine na Facebooku, suradnik mora imati svoj vlastiti korisnički račun na Facebooku i postaviti oznaku sviđa mi se (eng. "like") kako bi se uključili i bili sudionik neke grupe. Zbog lakoće rada u Facebook okružju, za neke mrzilačke skupine ovo jedini razlog zašto uopće i postoje. Facebook je preuzeo neke mjere oko suzbijanja mrzilačkih skupina u njihovom okružju nakon nagomilavanja pritužbi pojedinih utjecajnih zajednica i skupina. Uvedene su mjere u svezi ugovornih obaveza za nove suradnike i grupe, a uvedene su i neke nove mjere kako se tretiranju reklamacije. Ove nove mjere nisu bitno suzbile broj mrzilačkih skupina.

## Psihologija mrzilačkih skupina
Motivacija za mrzilački sukob između skupina dolazi od tzv. ljubavi odnosno tolerancije unutar skupine (eng. in-group love), te željom da se pozitivno doprinosi unutar skupine kojoj neka osoba pripada, u odnosu na mržnju prema vanjskoj skupini kojoj se ide nanositi šteta ili zlo. Pojedinci i skupine više su motivirane s "unutarskupinske ljubavi' nego s "vanjskoskupinskom mržnjom", iako obje motivacije mogu unaprijediti ugled neke skupine. Unutarskupinska ljubav je izričito važna kada neka skupina nije u konkurenciji s nekom drugom skupinom. Ovo naginjanje prema kooperativnom ponašanju nagovještava da međuskupinski sukobi mogu opasti ako članovi skupine posvete više energije prema pozitivnim unutarskupinskim poboljšanjima nego da posvete energiju u suparništvu s vanjskom skupinom.

### Ciklus mrzilačkih skupina
Mrzilačke skupine kao i sve druge skupine prolaze kroz svoj razvojni ciklus, koji ima definirane stupnjeve od stvaranja od eskalacije sukoba. Najbolje model koji objašnjava rad je se sedmostupnjevni model mržnje koji je bio prvo objavljen u FBI-ovom biltenu FBI Law Enforcement Bulletin u ožujku 2003. godine. Ovaj model objašnjava psihopatologiju sa sljedećim:
- Prvi stupanj: okupljanje - mrzitelji ne mrze sami i uvijek žele navesti nekog drugog da im se pridruži kako bi s tim povećali svoj socijalni status i osjećaj samovrijednosti.
- Drugi stupanj: oblikovanje - mrzilačke skupine se identificiraju preko simbola, rituala i mitologije kako bi povećali status svojih članova, a s druge strane ponižavaju objekt svoje mržnje
- Treći stupanj: omalovažavanje cilja - verbalnim napadima na objekt mržnje, mrziteljska grupa izdižu svoj status
- Četvrti stupanj: ismijavanje cilja - kako bi izbjegli samoispitivanje mrzitelji koriste sve veću retoriku i nasilje kako bi održali viši stupanj uzrujanosti skupine
- Peti stupanj: napadi bez oružja - grafitiranje, teški verbalni napadi, napadi preko društvenih ili tradicionalnih medija
- Šesti stupanj: oružani napadi na cilj - napadi na cilj mržnje mogu biti s oružjem. U ovo se isto tako ubraja aktivno sabotiranje objekta mržnje
- Sedmi stupanj: uništavanje cilja - posljednji i krajnji stupanj je uništavanje cilja mržnje, ovo uništavanje biti fizičko, psihičko ili ekonomsko

Ovu sedmosupnjevnu metodu razvila je FBI višegodišnjim promatranjem skinheads grupa u SAD-u krajem 20. i početkom 21. stoljeća, i može se primijeniti za opisivanje razvoja bilo kakvih mrziteljskih skupina.